# دالهایم
دالهایم (به لوکزامبورگی: Duelem) یک شهرداری در استان رمیش کشور لوکزامبورگ است که ۱۸٫۹۸ کیلومترمربع مساحت دارد و جمعیت آن در سال ۲۰۰۹ میلادی ۲۰۱۱ نفر بوده‌است.